# 402e Opleidingsdivisie
De 402e Opleidingsdivisie (Duits: 402. Ausbildungs-Division) was een Duitse militaire eenheid in de Tweede Wereldoorlog. De eenheid werd eind maart 1945 opgericht in Schwerin. Tijdens haar gehele bestaan was het gestationeerd in het noorden van Duitsland. De divisie was bedoeld voor het opleiden van militairen. Aan het einde van de oorlog - op 8 mei 1945 - werd de eenheid ontbonden.
Vrijwel direct na de oprichting, op 26 maart 1945, werd de divisie verplaatst naar Usedom. Enkele dagen na het begin van de Slag om Berlijn werd de divisie naar Wolin verplaatst, om daar de vertrekkende 3e Marinedivisie te vervangen. Het gebied rond Usedom-Wolin-Swinemünde werd door het Rode Leger omsingeld. Daarop werd een evacuatie op gang gezet en de divisie werd tussen 1 en 4 mei 1945 per schip naar Denemarken en Noord-Duitsland vervoerd. Daar volgde een overgave aan Britse troepen.

## Commandanten
- Generalmajor Heinrich Wittkopf (30 maart 1945 - 8 mei 1945)

## Samenstelling
- Grenadier-Ausbildungs-Regiment 522
- Grenadier-Ausbildungs-Bataillon 94
- Grenadier-Ausbildungs-Bataillon 48/374
- Grenadier-Ausbildungs-Bataillon 89/368
- Grenadier-Ausbildungs-Bataillon 4/222
- Füsilier-Ausbildungs-Bataillon 27/172
- Infanterie-Regiment 85 Stab (ungarische)
- Artillerie-Ausbildungs-Regiment 2
- Artillerie-Ausbildungs-Abteilung 257
- Artillerie-Ausbildungs-Abteilung 12/32
- Artillerie-Ausbildungs-Abteilung 2/38
- ungarische Infanterie-Schule Varpolta
- Kavallerie-Ausbildungs-Abteilung 100
- Fla-Ausbildungs-Abteilung 22
- Pionier-Bataillon 402
- Feldersatz-Bataillon 402
- Versorgungs-Regiment 402